# Ernst Schultz
Ernst Ludvig Emanuel Schultz (Horsens, 15 de maig de 1879 – Roskilde Fjord, 20 de juny de 1906) fou un atleta danès que va córrer al tombant del segle xx i que era especialista en les proves de velocitat.
El 1900 va prendre part en els Jocs Olímpics de París, en què guanyà la medalla de bronze en la cursa dels 400 metres, en quedar per darrere els estatunidencs Max Long i William Holland.
Anteriorment, el 1899, guanyà el campionat danès dels 150 metres llisos.
La seva millor marca als 400 metres fou de 51.5" el 1900.